# Eremocampe caenoptera
Eremocampe caenoptera är en stekelart som beskrevs av Sugonjaev 1971. Eremocampe caenoptera ingår i släktet Eremocampe och familjen raggsteklar.
Artens utbredningsområde är Kazakstan. Inga underarter finns listade i Catalogue of Life.